# Zoo de Birmingham
Le Zoo de Birmingham est un parc zoologique qui a ouvert en 1955 à Birmingham, en Alabama aux États-Unis. Ce zoo de 49 ha abrite presque 800 animaux de plus de 200 espèces différentes, dont des espèces menacées de tous les continents.
Il est situé le long des Birmingham Botanical Gardens, à Lane Park, un parc de la ville de 81 ha.